# Camenta kamerunensis
Camenta kamerunensis är en skalbaggsart som beskrevs av Moser 1914. Camenta kamerunensis ingår i släktet Camenta och familjen Melolonthidae. Inga underarter finns listade.